# Nổi dậy cộng sản Sarawak
Nổi dậy cộng sản Sarawak diễn ra tại Malaysia từ năm 1962 đến năm 1990, liên quan đến Đảng Cộng sản của vùng lãnh thổ xứ Bắc Kalimantan và Chính phủ Malaysia. Đây là một trong hai cuộc nổi dậy cộng sản thách thức Malaysia trong Chiến tranh lạnh. Giống như trong tình trạng khẩn cấp Malaya (1948–1960), quân nổi dậy cộng sản Sarawak chủ yếu là người Hoa, họ phản đối sự thống trị của Anh Quốc đối với Sarawak và sau đó phản đối việc lãnh thổ này tham gia Liên bang Malaysia mới thành lập. Nổi dậy cộng sản Sarawak được kích hoạt từ Nổi dậy Brunei năm 1962 nhằm chống lại đề xuất thành lập Malaysia.
Phiến quân cộng sản Sarawak nhận được sự ủng hộ từ Indonesia cho đến trước khi kết thúc đối đầu Malaysia-Indonesia vào năm 1965. Trong thời gian đó, hai đội hình quân sự chính của Đảng Cộng sản Bắc Kalimantan được thiết lập: Lực lượng Du kích Nhân dân Sarawak (SPGF), và Quân đội Nhân dân Bắc Kalimantan (NKPA). Sau khi kết thúc đối đầu, lực lượng quân sự của Malaysia và Indonesia cùng hợp tác chống phiến quân cộng sản.
Đảng Cộng sản Bắc Kalimantan chính thức thành lập trong tháng 3 năm 1970 thông qua việc hợp nhất một số nhóm Cộng sản và cánh tả tại Sarawak như Liên minh Tự do Sarawak (SLL), Hội Thanh niên Tiên tiến Sarawak (SAYA), và NKPA. Nhằm đối phó với Nổi dậy cộng sản Sarawak, chính phủ liên bang Malaysia thiết lập một số "vùng kiểm soát" dọc theo đường Kuching-Serian tại các tỉnh thứ Nhất và thứ Ba của Sarawak vào năm 1965. Ngoài ra, Thủ hiến Sarawak là Abdul Rahman Ya'kub cũng nỗ lực thuyết phục nhiều người nổi dậy tham gia hòa đàm và hạ vũ khí từ năm 1973 đến 1974. Sau các cuộc thương lượng hòa bình thành công giữa chính phủ Malaysia và Đảng Cộng sản Malaya vào năm 1989, những người nổi dậy còn lại của Đảng Cộng sản Bắc Kalimantan ký một hòa ước vào ngày 17 tháng 10 năm 1990 nhằm chính thức kết thúc nổi dậy.

## Bối cảnh
Bên cạnh cuộc nổi dậy cộng sản chính tại Malaysia bán đảo, một cuộc nổi dậy khác diễn ra tại Sarawak trên đảo Borneo. Giống như những đồng chí Đảng Cộng sản Malaya của mình, Tổ chức Cộng sản Sarawak (SCO) hoặc Tổ chức Cộng sản bí mật (CCO) chủ yếu do người Hoa chi phối song cũng bao gồm những người ủng hộ thuộc dân tộc Dayak. Tuy nhiên, Tổ chức Cộng sản Sarawak nhận được ít sự ủng hộ từ dân tộc Mã Lai và các dân tộc bản địa tại Sarawak. Ở đỉnh cao, Tổ chức Cộng sản Sarawak có 24.000 thành viên. Trong thập niên 1940, chủ nghĩa Mao được truyền bá trong những trường học Hoa ngữ tại Sarawak. Sau Chiến tranh thế giới thứ hai, ảnh hưởng của chủ nghĩa cộng sản cũng thâm nhập phong trào lao động, thương đoàn, truyền thông Hoa ngữ và Đảng Nhân dân Liên hiệp Sarawak (SUPP) thành lập vào năm 1959 do người Hoa chi phối.
Mục tiêu của những người cộng sản tại Sarawak là nhằm giành quyền tự chủ và độc lập cho thuộc địa, và nhằm thiết lập một xã hội cộng sản. Tổ chức Cộng sản hoạt động thông qua các hình thức hợp pháp và bí mật nhằm truyền bá tư tưởng cộng sản. Chiến thuật của họ là nhằm thiết lập một "mặt trận liên hiệp" với các nhóm cánh tả và chống thực dân khác tại Sarawak để đạt được mục tiêu độc lập cho thuộc địa từ Anh Quốc. Theo sử gia người Úc Vernon L. Porritt, hoạt động đầu tiên của Tổ chức Cộng sản Sarawak được biết đến là cuộc tấn công chợ Batu Kitang vào ngày 5 tháng 8 năm 1952. Nhằm phản ứng, chính phủ thuộc địa Sarawak phê chuẩn thêm kinh phí cho các biện pháp an ninh, tăng cường lực lượng an ninh, và ban hành pháp luật nhằm giải quyết an ninh nội bộ. Những người cộng sản Sarawak cũng phản đối việc thành lập Liên bang Malaysia, tình cảm này tương đồng với Đảng Cộng sản Indonesia, Đảng Nhân dân Brunei của A.M. Azahari, và Đảng Nhân dân Liên hiệp Sarawak.

## Nổi dậy Brunei
Theo các sử gia Cheah Boon Kheng và Vernon L. Porritt, Nổi dậy Sarawak chính thức bắt đầu sau Nổi dậy Brunei vào tháng 12 năm 1962. Nổi dậy Brunei là một cuộc phản kháng thất bại chống Anh Quốc của Đảng Nhân dân Brunei dưới quyền A.M. Azahari và cánh quân sự của đảng là Quân đội Quốc gia Bắc Kalimantan (Tentera Nasional Kalimantan Utara, TNKU), họ phản đối Liên bang Malaysia và muốn thiết lập một quốc gia Bắc Borneo bao gồm Brunei, Sarawak, và Bắc Borneo. Theo Porritt, những lãnh đạo của Tổ chức Cộng sản Sarawak là Văn Minh Quyền và Hoàng Kỉ Tác biết về kế hoạch nổi dậy của A.M Azahari song ban đầu không sẵn sàng sử dụng chiến tranh du kích do sự hiện diện yếu của họ tại các tỉnh thứ Tư và thứ Năm của Sarawak nằm liền kề với Brunei. Trong tháng 12 năm 1962, Tổ chức Cộng sản Sarawak vẫn thiếu một cánh quân sự và các thành viên của tổ chức chưa trải qua huấn luyện quân sự. Sau Nổi dậy Brunei, Tổ chức Cộng sản Sarawak chuyển sang chính sách nổi loạn vũ trang từ tháng 1 năm 1963. Những quân du kích của Tổ chức Cộng sản Sarawak chiến đấu bên Quân đội Quốc gia Bắc Kalimantan và lực lượng Indonesia trong Đối đầu Indonesia–Malaysia (1963–1966).
Sau Nổi dậy Brunei, những nhà cầm quyền Anh Quốc trên đảo Borneo hợp tác với Chi nhánh Đặc biệt Malaysia để phát động một cuộc trấn áp những người bị nghi ngờ là cộng sản tại Sarawak khiến cho 700-800 thành viên Tổ chức Cộng sản Sarawak chạy sang phần Kalimantan (Borneo) thuộc Indoneisa. Tại đây, những người cộng sản này nhận được huấn luyện theo kiểu quân sự trong các trại. Đương thời, Tổng thống Sukarno là một nhân vật thân Cộng và phản đối phương Tây. Cùng với Sukarno và Đảng Cộng sản Indonesia (PKI), những người cộng sản Sarawak phản đối Liên bang Malaysia mới thành lập vì cho đây là "âm mưu tân thực dân" và ủng hộ thống nhất toàn bộ các cựu lãnh thổ của Anh Quốc tại Borneo thành một quốc gia Bắc Kalimantan tả khuynh độc lập. Theo cựu binh sĩ và nhà văn Anh Quốc Will Fowler, thứ được gọi là "Tổ chức cộng sản bí mật" có các kế hoạch nhằm phát động tấn công vào các đồn cảnh sát và phục kích lực lượng an ninh, tương tự những chiến thuật được Quân Giải phóng Dân tộc Malaya sử dụng trong Tình trạng khẩn cấp Malaya.

## Đối đầu Indonesia-Malaysia
Do chính phủ Sukarno có thái độ thù địch với Anh Quốc và Malaysia, Tổ chức Cộng sản Sarawak sử dụng lãnh thổ của Indonesia trên đảo Borneo làm căn cứ kiến thiết một lực lượng du kích. Những người cộng sản lưu vong này sau đó tạo thành hạt nhân của hai cơ cấu du kích của Đảng Cộng sản Bắc Kalimantan: Lực lượng Du kích Nhân dân Sarawak (SPGF—Pasukan Gerilya Rakyat Sarawak (PGRS)) và Quân đội Nhân dân Bắc Kalimantan (PARAKU). Lực lượng Du kích Nhân dân Sarawak được thành lập vào tháng 3 năm 1964 tại Gunung Asuansang thuộc Tây Kalimantan với trợ giúp từ Bộ Ngoại giao Indonesia. Những lãnh đạo của Lực lượng Du kích Nhân dân Sarawak gồm Hoàng Kỉ Tác, Dương Thụ Trung, và Văn Minh Quyền. Theo Conboy, số thành viên của Lực lượng Du kích Nhân dân Sarawak là khoảng 800 và đặt căn cứ tại Batu Hitam thuộc Tây Kalimantan, với một đội ngũ 120 người từ cơ quan tình báo Indonesia và một lực lượng nhỏ cán bộ được đào tạo tại Trung Quốc. Đảng Cộng sản Indonesia cũng hiện diện và dưới quyền một nhà lãnh đạo gốc Ả Rập tên là Sofyan. Lực lượng Du kích Nhân dân Sarawak tiến hành một số vụ đột kích vào Sarawak song giành nhiều thì giờ hơn vào phát triển lực lượng ủng hộ họ tại Sarawak. Các lực lượng vũ trang Indonesia không chấp thuận bản chất cánh tả của Lực lượng Du kích Nhân dân Sarawak và thường tránh xa họ.
Trong khi đó, Quân đội Nhân dân Bắc Kalimantan do Hoàng Kỉ Tác thành lập gần Sungai Melawi tại Tây Kalimantan với trợ giúp từ Đảng Cộng sản Indonesia vào ngày 26 tháng 10 năm 1965. Trong khi Lực lượng Du kích Nhân dân Sarawak nằm dưới quyền chỉ huy của Dương Thụ Trung hoạt động tại miền tây Sarawak, thì Quân đội Nhân dân Bắc Kalimantan hoạt động tại miền đông Sarawak. Quân đội Nhân dân Bắc Kalimantan ban đầu nằm dưới quyền chỉ huy của Lâm Hòa Quý, kế tiếp là Hoàng Kỉ Tác. Theo Kenneth Conboy, Soebandrio họp với một nhóm gồm các lãnh đạo cộng sản Sarawak tại Bogor, và Abdul Haris Nasution phái ba huấn luyện viên từ Tiểu đoàn 2 Kopassus đến Nangabadan gần biên giới Sarawak, tại đó có khoảng 300 học viên. Vài tháng sau đó, hai trung úy cũng được phái đến đây.
Người Indonesia lên kế hoạch sử dụng những người cộng sản Sarawak làm một mặt trận bản địa cho các hoạt động của họ trong cuộc đối đầu với Malaysia. Nhằm hỗ trợ cho âm mưu này, họ thậm chí còn đặt tên cho tổ chức là Quân đội Quốc gia Bắc Kalimantan (TNKU), nhằm liên kết Tổ chức Cộng sản Sarawak với những phiến quân Brunei trước đó. Trong những cuộc đột kích đầu tiên thường bao gồm các thành viên Tổ chức Cộng sản Sarawak, song họ thường do một sĩ quan chính quy hoặc hạ sĩ quan của Indonesia lãnh đạo. Sau một nỗ lực chính biến của những thành phần thân Đảng Cộng sản Indonesia trong quân đội Indonesia vào tháng 10 năm 1965, Tướng Suharto đoạt quyền và tiến hành một cuộc thanh trừng những thành phần cộng sản. Những người cộng sản Sarawak mất đi một nơi an toàn và quân đội Indonesia sau đó hợp tác với Malaysia trong các hoạt động trấn áp cựu đồng minh. Theo Porritt, cuộc thanh trừng chống Cộng tại Indonesia cũng kèm theo một cuộc tàn sát do người Dayak lãnh đạo nhằm vào người Indonesia gốc Hoa tại Tây Kalimantan, hành động này nhận được sự ủng hộ cầm từ nhà cầm quyền Indonesia.

## Nỗ lực trấn áp
Nhằm đối phó với những hoạt động của Tổ chức Cộng sản Sarawak, chính phủ Sarawak và chính phủ liên bang Malaysia sử dụng nhiều hoạt động trấn áp khác nhau. Ngày 30 tháng 6 năm 1965, chính phủ Sarawak thi hành kế hoạch Goodsir, theo đó tái định cư 7.500 người dân trong 5 "khu định cư tạm thời" dọc theo đường Kuching-Serian tại các tỉnh thứ Nhất và thứ Ba của Sarawak, kế hoạch được đặt tên theo quyền ủy viên cảnh sát Anh Quốc tại Sarawak là David Goodsir. Những khu định cư này được bảo vệ bằng dây thép gai và học theo mô hình những Tân Thôn thành công được sử dụng trước đó trong Tình trạng khẩn cấp Malaya. Giống như kế hoạch Briggs, "vùng kiểm soát" của kế hoạch Goodsir thành công trong việc loại bỏ khả năng tiếp cận nguồn cung lương thực, vật liệu cơ bản, và tin tức của Tổ chức Cộng sản Sarawak từ những ủng hộ viên người Hoa của họ. Đến cuối năm 1965, 63 nhà hoạt động được nhà đương cục xác định là Cộng sản. Đến cuối năm 1965, chính phủ liên bang xây dựng ba khu định cư vĩnh cửu tại Siburan, Beratok, và Tapah nhằm thay thế cho 5 khu định cư tạm thời, chúng có diện tích 600 acre (2,4 km²) và được thiết kế để làm chỗ ở cho 8.000 dân cư.
Đến ngày 22 tháng 7 năm 1966, Thủ tướng Malaysia Tunku Abdul Rahman ước tính rằng có khoảng 700 người cộng sản tại lãnh thổ của Indonesia trên đảo Borneo và khoảng 2.000 cảm tình viên. Tunku Abdul Rahman cũng đưa ra đề xuất ân xá và dẫn qua an toàn đối với các du kích của Tổ chức Cộng sản Sarawak trong Chiến dịch Harapan, song chỉ có 41 binh sĩ du kích chấp thuận đề nghị này. Việc kết thúc Đối đầu Indonesia-Malaysia cũng cho phép thiết lập hợp tác quân sự giữa lực lượng vũ trang Indonesia và Malaysia nhằm chống lại du kích Tổ chức Cộng sản Sarawak tại Borneo. Vào tháng 10 năm 1966, hai chính phủ chấp thuận để lực lượng vũ trang của họ được vượt biên trong những hoạt động "truy kích nóng". Từ năm 1967 đến năm 1968, lực lượng quân sự Indonesia và Malaysia tiến hành các hoạt động chung nhằm chống lực lượng cộng sản Sarawak, gây tổn thất ngày càng nghiêm trọng cho cả Lực lượng Du kích Nhân dân Sarawak và Quân Giải phóng Bắc Kalimantan. Do suy giảm về nhân lực, tài nguyên, và ngày càng bị cô lập, Tổ chức Cộng sản Sarawak chuyển từ chiến tranh du kích theo hướng tái lập liên kế của phong trào với quần chúng, bao gồm cả những dân tộc bản địa, nhằm duy trì "đấu tranh vũ trang".
Trong tháng 2 năm 1969, tập thể lãnh đạo của Đảng Nhân dân Liên hiệp Sarawak đảo nghịch chính sách chống Malaysia của mình sau một hội nghị giữa lãnh đạo đảng là Dương Quốc Tư (杨国斯) và Thủ tướng Tunku Abdul Rahman. Trước đó, Đảng Nhân dân Liên hiệp Sarawak là đảng đối lập tả khuynh chính tại Sarawak và nhận được sự ủng hộ từ cộng đồng người Hoa của Sarawak. Một số thành viên của đảng này cũng là thành viên của các tổ chức có liên hệ với cộng sản như Hội Thanh niên Tiên tiến (SAYA), Tổ chức Nông dân Sarawak, và cánh du kích của Đảng Nhân dân Brunei là Quân đội Quốc gia Bắc Kalimantan. Những thành phần cộng sản trong Đảng Nhân dân Liên hiệp Sarawak suy giảm do kết quả một cuộc trấn áp toàn quốc do nhà cầm quyền tiến hành từ năm 1968 đến 1969. Sau tổng tuyển cử cấp bang vào tháng 7 năm 1970, Đảng Nhân dân Liên hiệp Sarawak gia nhập một liên minh với các đối tác trong Nghị hội bang Sarawak. Điều này cho phép chính phủ liên bang Malaysia củng cố quyền kiểm soát của họ đối với Sarawak. Đổi lại, Dương Quốc Tư được bổ nhiệm vào ủy ban an ninh của bang, cho phép đảng có ảnh hưởng đến các chiến dịch trấn áp và chăm sóc phúc lợi cho những đảng viên bị tạm giữ và những người Hoa định cư trong những trung tâm tái định cư
Ngày 25 tháng 3 năm 1969, lực lượng Indonesia loại bỏ nhánh thứ ba của Lực lượng Du kích Nhân dân Sarawak tại Songkong thuộc Tây Kalimantan sau một trận kéo dài hai ngày, tiêu diệt quân đoàn lớn nhất của họ. Nhằm thay thế Lực lượng Du kích Nhân dân Sarawak bị tiêu hao nhiều, Tổ chức Cộng sản Sarawak thiết lập Lực lượng Du kích Nhân dân Bắc Kalimantan tại Nonok vào ngày 13 tháng 7 năm 1969.

## Đảng Cộng sản Bắc Kalimantan
Ngày 30 tháng 3 năm 1970, người đứng đầu Du kích Nhân dân Sarawak tại tỉnh thứ Nhất của Sarawak là Văn Minh Quyền thành lập Đảng Cộng sản Bắc Kalimantan. Tuy nhiên, ngày 19 tháng 9 năm 1971 được chọn làm ngày thành lập chính thức của đảng này nhằm trùng với Hội nghị Pontianak được tổ chức vào ngày 17–19 tháng 9 năm 1965. Mặc dù trong Hội nghị tại Pontianak được cho là nền tảng của phong trào cộng sản Sarawak, song không có ai tham dự hội nghị là cộng sản. Thay vào đó, họ gồm các thành viên Liên minh Tự do tả khuynh và "những thành viên O" của Hội Thanh niên Tiên tiến. Mặc dù họ đã thảo luận về việc lập một đảng cộng sản tại Sarawak, song họ trì hoãn thực hiện cho đến năm 1971 do tình hình chính trị căng thẳng tại Indonesia.

## Suy sụp
Thủ hiến Sarawak Abdul Rahman Ya'kub cũng đưa ra một số đề nghị đàm phán với phiến quân Đảng Cộng sản Bắc Kalimantan và nỗ lực thuyết phục một số phiến quân hạ vũ khí. Trong năm 1973–74, chính phủ Malaysia giành được một chiến thắng quan trọng khi Rahman Ya'kub thuyết phục thành công một thủ lĩnh của Đảng Cộng sản Bắc Kalimantan là Hoàng Kỉ Tác đầu hàng cùng với 481 người ủng hộ ông ta. Điều này là một tổn thất nghiêm trọng cho Đảng Cộng sản Bắc Kalimantan do số binh sĩ đầu hàng này chiếm khoảng 75% toàn bộ lực lượng của Đảng tại Sarawak. Sau cuộc đào tẩu này, chỉ còn lại 121 chiến binh du kích dưới quyền lãnh đạo của Uông Sở Đình và Vương Liên Quý. Đến năm 1974, cuộc nổi dậy cộng sản bị giới hạn trong châu thổ sông Rejang. Hai bên đều chịu tổn thất và nhiều thường dân cũng thiệt mạng và bị thương trong giao tranh.
Sau hòa ước Hat Yai thành công giữa Đảng Cộng sản Malaya và chính phủ Malaysia vào năm 1989, những du kích còn lại của Đảng Cộng sản Bắc Kalimantan quyết định kết thúc cuộc nổi dậy của họ sau khi một trong những đầu mối liên lạc của họ là Văn Minh Quyền khuyến nghị họ đàm phán với chính phủ bang Sarawak. Trong tháng 7 năm 1990, một loạt đàm phán giữa Đảng Cộng sản Bắc Kalimantan và chính phủ Sarawak diễn ra tại thị trấn Bintulu. Đến ngày 17 tháng 10 năm 1990, một hòa ước chính thức kết thúc nổi dậy Sarawak được phê chuẩn tại Wisma Bapa Malaysia tại thủ phủ bang Kuching. Ngay sau đó, những phiến quân cuối cùng của Đảng Cộng sản Bắc Kalimantan dưới quyền Uông Sở Đình đầu hàng.